# Oleg Wladimirowitsch Kwascha
Oleg Wladimirowitsch Kwascha (russisch Олег Владимирович Кваша; * 26. Juli 1978 in Moskau, Russische SFSR) ist ein ehemaliger russischer Eishockeyspieler, der zuletzt bei Barys Astana aus der Kontinentalen Hockey-Liga unter Vertrag stand.

## Karriere
Kwascha spielte in Russland zunächst beim HK ZSKA Moskau, bevor er beim NHL Entry Draft 1996 von den Florida Panthers in der dritten Runde als 65. ausgewählt wurde. Im selben Jahr wurde er von den Owen Sound Platers als insgesamt 15. Spieler beim CHL Import Draft gezogen. Nach einer Spielzeit in der American Hockey League bei den Beast of New Haven debütierte er in der Saison 1998/99 für die Panthers. Nach zwei Spielzeiten in Florida wechselte er zur Saison 2000/01 zu den New York Islanders. Nach seiner besten Saison 2003/04, in der er es auf 51 Punkte brachte, streikte man in der NHL und er überbrückte diese Zeit bei Sewerstal Tscherepowez und ZSKA Moskau. 2005 kehrte er zu den Islanders zurück, doch dort gab man ihn an die Phoenix Coyotes ab. 2006 entschied er sich zur Rückkehr nach Russland und spielte bis 2008 für Witjas Tschechow, ehe er zum Ligakonkurrenten HK Traktor Tscheljabinsk wechselte, den er 2009 Richtung Atlant Mytischtschi verließ.
Die Saison 2010/11 verbrachte er beim HK Metallurg Magnitogorsk, ehe er vom Neftechimik Nischnekamsk verpflichtet wurde. Ab Juni 2012 stand er wieder beim ZSKA Moskau unter Vertrag, nach der Saison 2012/13 wechselte er zum HK Awangard Omsk. Im November 2013 wurde er zunächst freigestellt und wechselte am 1. Dezember 2013 zum HK Spartak Moskau.
Im Sommer 2014 zog sich Spartak Moskau vom Spielbetrieb der KHL zurück und Kwascha war zunächst vereinslos, ehe er im Oktober kurzzeitig beim HK ZSKA Sofia unter Vertrag stand. Anschließend wurde er im November 2014 von Barys Astana verpflichtet.
Nach seiner Karriere wurde er als Trainer im Juniorenbereich tätig. Nachdem er von 2021 bis 2023 bei Atlant Mytischtschi in der Molodjoschnaja Chokkeinaja Liga ist er seit 2023 Assistenztrainer der Nachwuchsabteilung von Spartak Moskau in derselben Liga.

### International
Im Juniorenbereich spielte Kwascha für Russland zunächst bei der U18-Junioren, bei der der Titel gewonnen wurde. Mit der russischen U20-Auswahl folgten die Bronzemedaille bei der Junioren-Weltmeisterschaft 1997 und die Silbermedaille bei der Junioren-Weltmeisterschaft 1998.
Mit der Herren-Auswahl gewann er die Bronzemedaille bei den Olympischen Winterspielen 2002 in Salt Lake City und nahm zudem am World Cup of Hockey 2004 teil.

## Erfolge und Auszeichnungen
- 1996 Goldmedaille bei der U18-Junioren-Europameisterschaft
- 1997 Bronzemedaille bei der Junioren-Weltmeisterschaft
- 1998 Silbermedaille bei der Junioren-Weltmeisterschaft
- 2002 Bronzemedaille bei den Olympischen Winterspielen

## Karrierestatistik
(Legende zur Spielerstatistik: Sp oder GP = absolvierte Spiele; T oder G = erzielte Tore; V oder A = erzielte Assists; Pkt oder Pts = erzielte Scorerpunkte; SM oder PIM = erhaltene Strafminuten; +/− = Plus/Minus-Bilanz; PP = erzielte Überzahltore; SH = erzielte Unterzahltore; GW = erzielte Siegtore; 1 Play-downs/Relegation; Kursiv: Statistik nicht vollständig)